# انطلیاس
أنطلیاس (به عربی: أنطلیاس) یک منطقهٔ مسکونی در لبنان است که در استان جبل لبنان واقع شده‌است.